# Стома (медицина)
Стома је израз у анатомији који означава сваки природни отвор у телу (нпр. природне стоме  су уста , нос и анус) или у хирургији било који вештачки отвор (вештачка стома) на телу преко кога се остварује комуникација са шупљим органом  (нпр. са једњаком , желудцем, трахејом, дуоденумом, илеумом, дебелим цревом, плеуралном шупљином, уретером, мокраћном бешиком и бубрежном карлицом), Ова рупа се поставља на шупљи орган ако је зачепљен или да би се искључили из рада одељења која леже испод или изнад стоме.     
За разлику од природне стоме вештачка стома  се поставља на шупљи орган ако је зачепљен или да би се искључио из функције одељењак која лежи испод или изнад стоме, и може бити трајна или привремена (ако се поново успостави функција органа или се орган уклони из тела).  Како вештачка стома нема сфинктер пацијент не може да контролише функције органа са којима је она повезана. Због тога се за прикупљање садржаја корити затворена кеса (стомска кеса).    
Садашња пракса постављања стомалних отвора захтева високо специјализовану опрему и обучене лекаре, што на глобалном нивоу може понекад у неким центрима да одложи извођење процедуре или да је на неким локацијама учини недоступном.

## Терминологија
Хируршке процедуре које подразумевају стварање вештачке стоме имају називе који се обично завршавају суфиксом  - стомија, па исти називи се често користе и за тако створену стому. На пример, реч  колостомија  се често односи или на вештачки анус или на процедуру која га ствара. 

## Гастроинтестиналне стоме

### Колостома
Колостома је вештачки створен хируршки отвор  дебелог црева (колона) који је причвршћен на трбушне зидове. Намењен је за пражњење садржаја дебелог црева. Стома је црвена и влажна и нема нервне завршетке тако да је пацијент не осећа.
Колостома се може формирати из било ког дела дебелог цреву, а тачна локација на трбушном зиду зависи од сврхе операције. У већини случајева колостома се налази на левој страни трбуха.

### Езофагостома
Езофагостома је вештачки отвор на трбуху који се користи за лечење карцинома једњака, након што је дисекцијом уклоњен једњак из тела. 

### Гастростома
Гастростома је вештачки створен хируршки отвор у трбуху за нутритивну подршку или декомпресију желуца. Обично ово укључује рез на пацијентовом епигастријуму као део операције. 
Може се изводити хируршким приступом, перкутаним приступом интервентном радиологијом, перкутаном ендоскопском гастростомом (ПЕГ) или перкутаном ултразвучном гастростомијом .
Гастростома се примењује код болести, трауме или инвалидитета који утичу на способност безбедног уноса хране или гутања, или стања која изазивају повећане потребе за исхраном  и када се формира (или за неке технике, током формирања), када се убацује гастростомска цев.

### Холецистостома
Холецистостома је вештачки створен хируршки отвор за дренажу жучне кесе који се формира перкутаним или ендоскопским приступом. Процедура подразумева стварање стоме у жучној кеси, која може да олакша постављање цеви или стента за дренажу садржаја жучне кесе.  .
Користи се у случајевима холециститиса или других болести жучне кесе када је болесној особу потребно одложити холецистектомију.

### Илеостома
Илеостомија је вештачки створен хируршки отвор који се конструише тако што се крај или петља танког црева (илеум) извуче на површину коже, или хируршки захват који ствара овај отвор.Кроз ову стому се празни интестинални садржај и сакупља у спољашњи систем стоме који се поставља поред отвора. Илеостоме се обично налазе изнад препона на десној страни трбуха.

### Јејуностома
Јејуностома  је вештачки створен хируршки отвор кроз кожу на предњем делу стомака и зиду јејунума (део танког црева). Може се изводити или ендоскопски, или отвореном операцијом.
Јејуностомија се може формирати након ресекције црева у случајевима када постоји потреба да се заобиђе дистално танко црево и/или дебело црево због цурења или перфорације црева. У зависности од дужине ресецираног или бајпасованог јејунума, пацијент може имати резултујући синдром кратког црева и захтевати парентералну исхрану.
Разлика између јејуностоме и јејуналне сонде за храњење
Јејуностомија се разликује од јејуналне сонде за храњење. Јејунална сонда за храњење је алтернатива гастростоми и обично се користи када је гастрично ентерално храњење контраиндиковано или носи значајне ризике. Предност у односу на гастростому је њен низак ризик од аспирације због њеног дисталног постављања. Недостаци укључују опструкцију танког црева, исхемију и потребу за континуираним храњењем.

### Цекостома
Цекостома или апендикостома је вештачки отвор на трбуху  који се користи за стварање континенталног пута проксимално од ануса који олакшава евакуацију фекалија помоћу клистира. 

## Стоме дисајногсистема

### Трахеостома
Трахеостома је вештачки створен хируршки отвор на предњем зиду вратног дела душника, који омогућава дисање, које је било поремећено бројним факторима и узроцима респираторне инсуфицијенције. Након формирања отвора кроз њега се умеће трахеална канила у душник, како се отвор на предњем зиду трахеје не би затворио и како би се кроз њу секрет из доњих дишних путева лакше могао уклањати било искашљавањем било аспирацијом секрета.
Спада међу најургентније хируршке захвате јер има за циљ да болеснику олакша дисање, спасе га од угушења, а понекада и од сигурне смрти. Након трахеотомије у тако настао отвор у у вратном делу душника умеће се трахеална канила кроз коју болесник неометано и безбедно дише.
Са овом методом, њеним начином извођења и индикацијама, осим хирурга морају бити добро упознати и лекари опште медицине и стоматологије, како би у крајњој нужди (ургентном стању) били у стању да је сами изведу и тако спасу живот болеснику.